# Dondemadahalli, Nagamangala
Dondemadahalli là một làng thuộc tehsil Nagamangala, huyện Mandya, bang Karnataka, Ấn Độ.